# 台中市公車26路
台中市公車26路行駛自新民高中至嶺東科技大學，由台中客運營運。本路線主要行駛於三民路、南屯路。

## 歷史
- 2012年2月1日：原烏日啤酒廠之端點，延駛至嶺東科技大學。
- 2012年8月1日：原綠川東站之端點，改為直行三民路，並延駛至新民高中。
  - 新增站位：美榮藥房、第二市場（三民路）、光復國小（三民路）、台中公園（三民路）、國立台中科技大學、中友百貨、一心市場、新民高中（三民路）...等八站。
  - 裁撤站位：臺中州廳、合作金庫、彰化銀行（自由路）、綠川東站、第一廣場、第一信用、第二市場（中正路），柳川西路口、署立台中醫院（民權路）...等九站。
- 2013年12月1日：調整班次。[2]
- 2013年12月18日：調整發車時刻。
- 2015年11月1日：增停「高鐵學田路口」。
- 2015年12月7日：調整高鐵臺中站附近行駛動線，原行駛「站區一路－高鐵路二段－學田路」到嶺東科技大學，調整為「站區一路－高鐵東路－中山路三段－學田路」，調整後途中增停「烏厝巷」、「三和里1」。
- 2015年12月18日：「鎮平里」往新民高中方向站位裁撤。[3]
- 2016年1月11日：調整發車時刻。
- 2016年8月1日：「清真寺（南屯路）」更名為「南屯文心路口」、「田心仔」更名為「田心仔（清真寺）」。[4]
- 2019年10月1日：調整發車時刻。
- 2020年1月6日：增停「學田路九十八巷口」。
- 2022年4月1日：本日起26路取消停靠高鐵臺中站、啤酒廠美食街、三和里1(往嶺東科大方向)、國際展覽館(烏厝巷)(往嶺東科大方向)；增停烏日(中山路)、烏日國中(中山路)及新烏日車站。

## 路線基本資料
全程行車里數約15.7公里，全程約53分。往嶺東科技大學50站，往新民高中51站。
自新民高中起，經三民路、南屯路、向心南路、永春東路、黎明路、光日路 、中山路、新烏日車站、學田路、忠勇路到嶺東科技大學。

### 時刻表
- 時刻表僅供參考，請以台中客運網站公告為準。時刻表更新時間為2025年3月1日。

| 台中市公車26路時刻列表                                                               | 台中市公車26路時刻列表                                                               |
| ------------------------------------------------------------------------------------ | ------------------------------------------------------------------------------------ |
| 新民高中（三民路）發車                                                               | 嶺東科技大學（永春南路）發車                                                         |
| 平／假日 06:00、07:15、08:10、09:40、10:30、12:10、14:00、15:10、16:20、17:45、19:00 | 平／假日 06:00、07:00、08:30、09:20、10:50、12:00、14:00、15:10、16:20、17:40、19:10 |

### 收費
- 一般市區公車（1～999、綠1～綠4）：依里程計費，收費費率為［2.431×搭乘里程數×（1+5%營業稅）］元。
  - 於基本里程8公里內票價為全票20元、半票11元。
  - 兒童、老人、身心障礙者及其陪伴者依規定半票收費，半票收費費率為原收費費率的一半。
  - 市民限定交通卡：前10公里免費，超過10公里部分票價比照收費費率，且上限為10元。
- 小黃公車（黃1～黃25）：免費。
- 幸福公車（梨山1）：票價比照臺中市計程車收費費率，持電子票證刷卡全程免費。
- 市民小巴（市民小巴1～市民小巴4）：票價比照一般市區公車收費費率，持電子票證刷卡全程免費。

### 停站
- 參見右側站牌路線圖，綠色路段表示行駛優化公車專用道。